# NGC 4417
NGC 4417 is een lensvormig sterrenstelsel in het sterrenbeeld Maagd. Het hemelobject ligt 52 miljoen lichtjaar van de Aarde verwijderd en werd op 15 april 1784 ontdekt door de Duits-Britse astronoom William Herschel.

## Synoniemen
- UGC 7542
- MCG 2-32-53
- ZWG 70.80
- VCC 944
- PGC 40756